# Côte d'Ivoire aux Jeux paralympiques d'été de 2008
La Côte d'Ivoire a participé aux Jeux paralympiques d'été de 2008 à Pékin. Il s'agissait de sa 4e participation à ces Jeux paralympiques d'été. Le porte-drapeau était Oumar Basakoulba Koné. Elle n'a remporté aucune médaille.

## Nombre d’athlètes qualifiés par sport
| Sport        | Hommes | Femmes | Total |
| ------------ | ------ | ------ | ----- |
| Dynamophilie | 1      | 0      | 1     |
| Athlétisme   | 2      | 0      | 2     |
| Total        | 3      | 0      | 3     |

## Résultats

### Athlétisme

#### Hommes
| Athlète               | Classe | Événement | Séries   | Séries | Final    | Final   |
| Athlète               | Classe | Événement | Résultat | Rang   | Résultat | Rang    |
| --------------------- | ------ | --------- | -------- | ------ | -------- | ------- |
| Addoh Frédéric Kimou  | T46    | 400 m     | 50,34    | 9e     | Éliminé  | Éliminé |
| Oumar Basakoulba Koné | T46    | 400 m     | 52,91    | 14e    | Éliminé  | Éliminé |
| Oumar Basakoulba Koné | T46    | 800 m     | DNF      | DNF    | Éliminé  | Éliminé |

### Dynamophilie
| Athlète           | Événement | Résultat | Rang |
| ----------------- | --------- | -------- | ---- |
| Alidou Diamouténé | 48 kg     | 142,5    | 7e   |